# Marc Yor
Marc Yor (24 de julio de 1949 Brétigny-sur-Orge- 9 de enero de 2014; Saint-Chéron (Essonne) fue un matemático francés muy conocido por su trabajo en los procesos estocásticos, especialmente propiedades de semimartingales, el movimiento browniano y otros procesos de Lévy, los procesos de Bessel, y sus aplicaciones a la matemática de las finanzas. Desde 1981 ha sido profesor de la Universidad de París VI en París, Francia.
Ha recibido varios premios, incluyendo el Premio Humboldt, el Premio Montyon.  y fue nombrado Caballero de la Orden Nacional del Mérito de la República Francesa Fue miembro de la Academia Francesa de Ciencias. Sus estudiantes incluyen matemáticos notables tales como Jean-Francois Le Gall y Jean Bertoin.
Murió el 10 de enero de 2014, a los 64 años.

## Algunas publicaciones

### Libros
- Yor, M. 1992. Some Aspects of Brownian Motion. Part I: Some Special Functionals. Birkhäuser.

- Yor, M. 1997. Some Aspects of Brownian Motion. Part II: Some Recent Martingale Problems. Birkhäuser.

- Revuz, D., & Yor, M. 1999. Continuous martingales and Brownian motion. Springer.

- Yor, M. 2001. On Exponential Functionals of Brownian Motion and Related Processes. Springer.

- Emery, M., & Yor, M. (eds.) 2002. Séminaire de probabilités 1967-1980: a selection in Martingale theory. Springer.

- Chaumont, L. & Yor, M. 2003. Exercises in Probability: A Guided Tour from Measure Theory to Random Processes, via Conditioning. Cambridge University Press.

- Mansuy, R. & Yor, M. 2006. Random Times and Enlargements of Filtrations in a Brownian Setting. Springer.

- Mansuy, R. & Yor, M. 2008. Aspects of Brownian Motion. Springer.

- Roynette, B. & Yor, M. 2009. Penalising Brownian Paths. Springer.

- Jeanblanc, M. & Yor, M., Chesney, M. 2009. Mathematical methods for financial markets. Springer.

- Profeta, C., Roynette, B. & Yor, M. 2010. Option Prices as Probabilities. Springer.

- Hirsch, F., Profeta, C., Roynette, B. & Yor, M. 2011. Peacocks and associated martingales, with explicit constructions. Springer.